# متحف كارولينا الشمالية للفنون
متحف كارولاينا الشمالية للفنون (NCMA) هو متحف فني يقع في مدينة رالي بولاية كارولاينا الشمالية. افتُتح في عام 1956 كأول مجموعة متحفية كبرى في البلاد يتم إنشاؤها بتمويل وتشريع من الدولة. ومنذ الاعتماد الأولي في عام 1947 الذي أسس مجموعته الفنية، واصل المتحف دوره كنموذج للسياسات العامة المستنيرة، حيث يوفر دخولاً مجانياً إلى مجموعته الدائمة.
يضم المتحف اليوم مجموعة فنية تمتد على أكثر من 5000 عام من الإبداع الفني، من العصور القديمة وحتى الحاضر. كما يحتوي على مدرج للعروض الخارجية، بالإضافة إلى مجموعة من المعارض المميزة والبرامج العامة.
يضم المتحف أكثر من 40 قاعة عرض، فضلاً عن أكثر من عشر قطع فنية رئيسية في أكبر منتزه متحفي في البلاد، والذي تبلغ مساحته 164 فدانًا (ما يعادل 0.66 كيلومتر مربع). يُعد المتحف أحد أبرز المتاحف الفنية في جنوب الولايات المتحدة، وقد أنهى مؤخرًا مشروع توسعة كبير حاز على إشادة دولية بفضل مقاربته المبتكرة في تصميم المباني الموفرة للطاقة.

## تاريخ
في عام 1924، تأسست جمعية الفنون بولاية كارولاينا الشمالية بهدف إثارة الاهتمام بإنشاء متحف فني للولاية. وفي عام 1928، حصلت الجمعية على تمويل، وتم عرض 75 لوحة لأول مرة في سلسلة من المعارض الفنية المؤقتة داخل مبنى الزراعة في مدينة رالي عام 1929.
وفي عام 1939، تم نقل المتحف إلى مبنى المحكمة العليا السابق. ثم في عام 1947، خصصت الهيئة التشريعية للولاية مبلغ مليون دولار لشراء مجموعة من الأعمال الفنية لصالح سكان كارولاينا الشمالية. وقد استُخدم هذا المبلغ لشراء 139 عملاً فنياً أوروبياً وأمريكياً. كما ساهمت مؤسسة صموئيل هـ. كريس (Samuel H. Kress Foundation) بمنحة مكونة من 71 عملاً إضافياً، معظمها من عصر النهضة الإيطالية، مما ضاعف قيمة المجموعة.
ويُعد تخصيص الدولة للأموال من أجل مجموعة فنية في عام 1947 الأول من نوعه في الولايات المتحدة. وقد ساعدت أليس ويلسون بروتون، السيدة الأولى السابقة لولاية كارولاينا الشمالية، في تأمين التمويل اللازم لهذه المجموعة.

### موقع شارع مورغان
في 6 أبريل 1956، افتُتح المتحف في مبنى إدارة الطرق السريعة الذي تم تجديده في شارع مورغان بوسط مدينة رالي، عاصمة ولاية كارولاينا الشمالية. أصبح دبليو. آر. فالنتينر أول مدير للمتحف، بينما كان بن ويليامز أول أمين للمتحف.
وفي عام 1961، قامت الهيئة التشريعية بفصل المتحف عن جمعية الفنون، ليصبح مؤسسة حكومية تُدار بشكل مشترك بين الدولة ومجلس أمناء. وبعد عشر سنوات، أصبح متحف كارولاينا الشمالية للفنون تابعًا لما يُعرف اليوم باسم وزارة الموارد الطبيعية والثقافية في ولاية كارولاينا الشمالية.

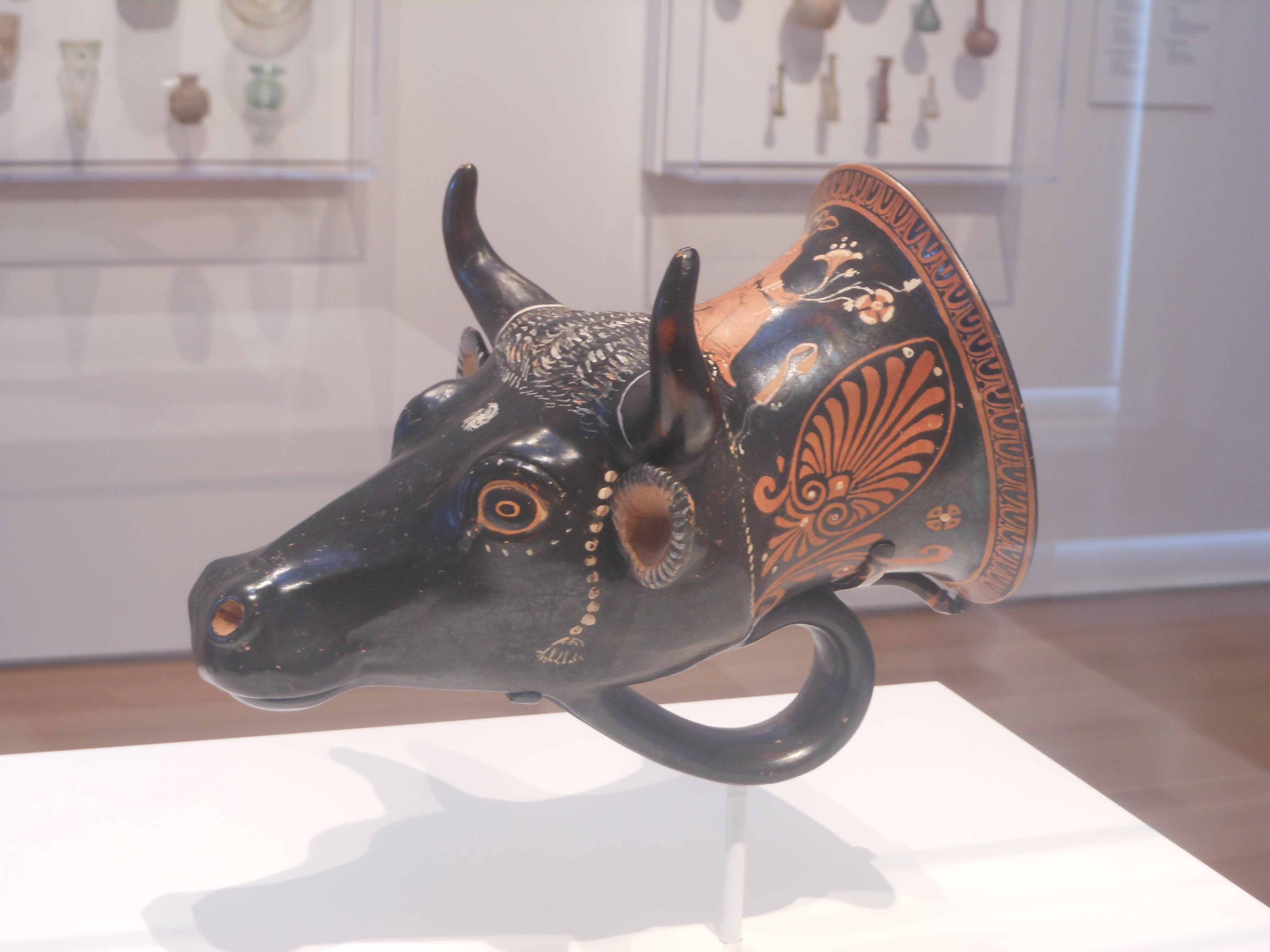
هيدريا اليونانية القديمة في متحف كارولينا الشمالية للفنون

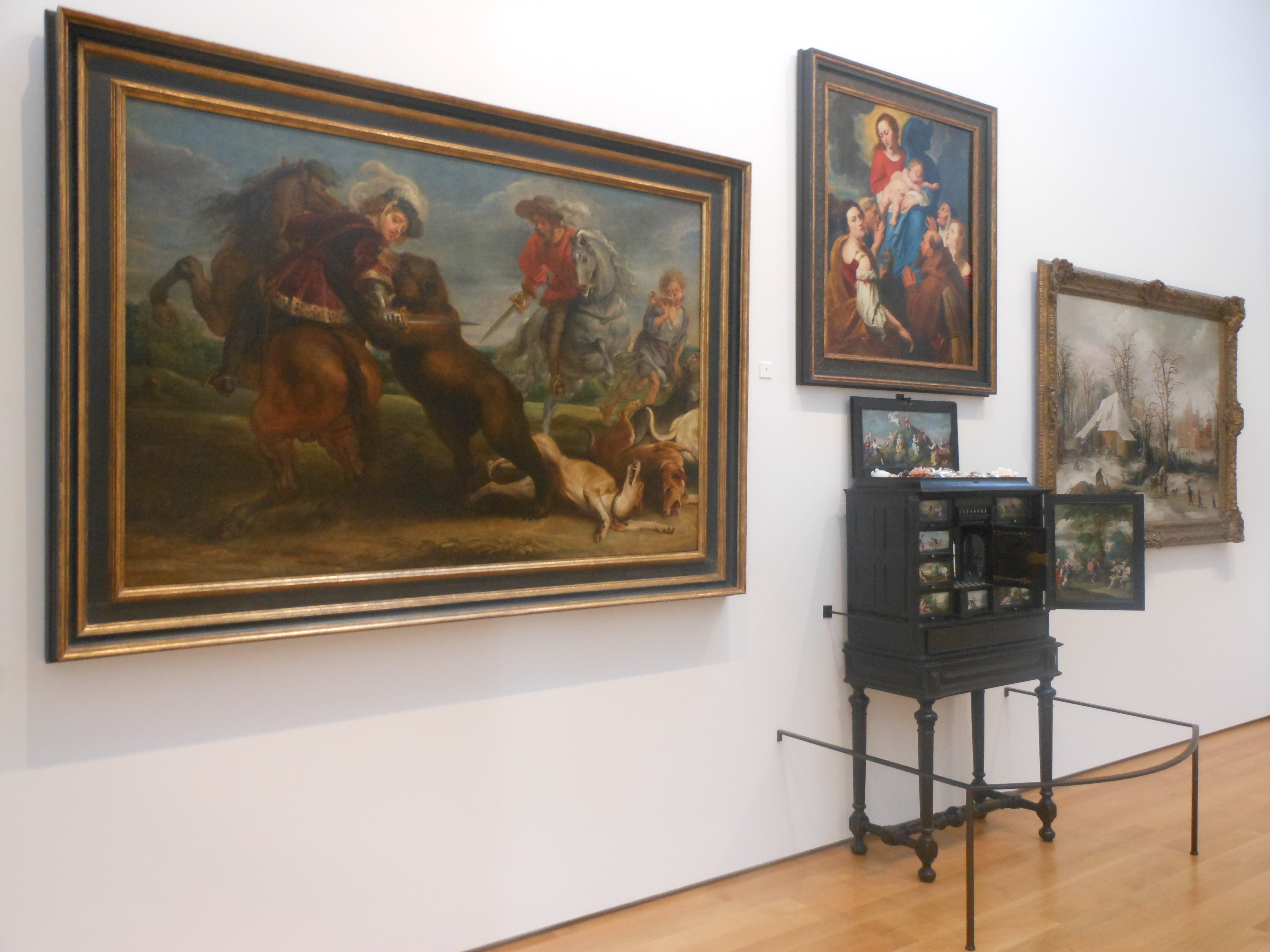
لوحات أوروبية في متحف كارولينا الشمالية للفنون

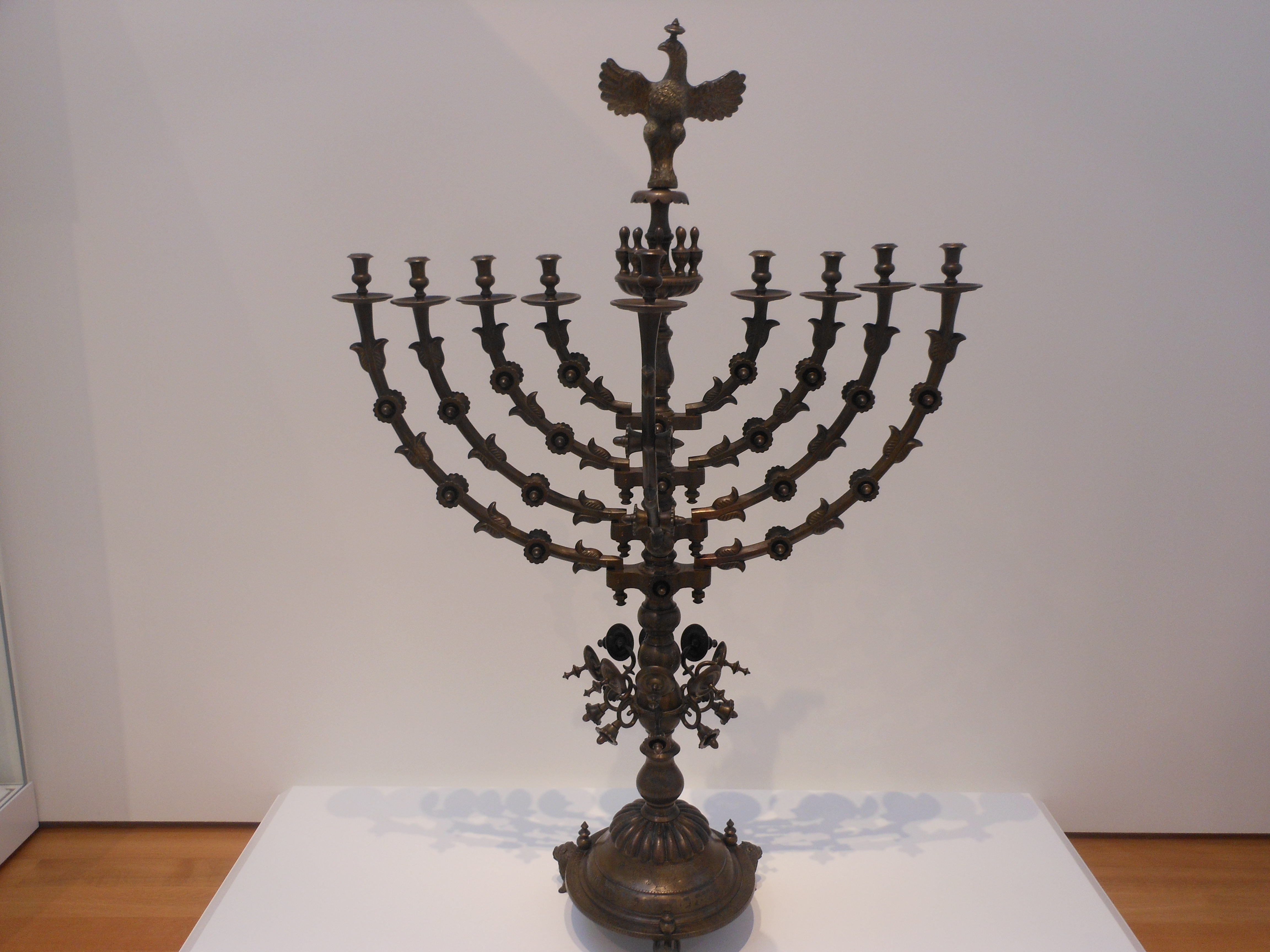
المنوراة في القسم اليهودي

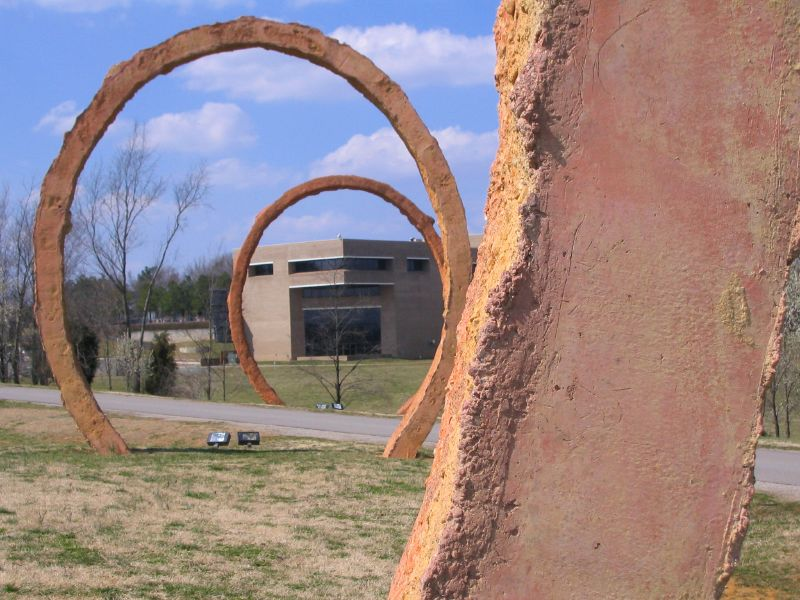
"الدوامة" للفنان توماس ساير المقيم في رالي

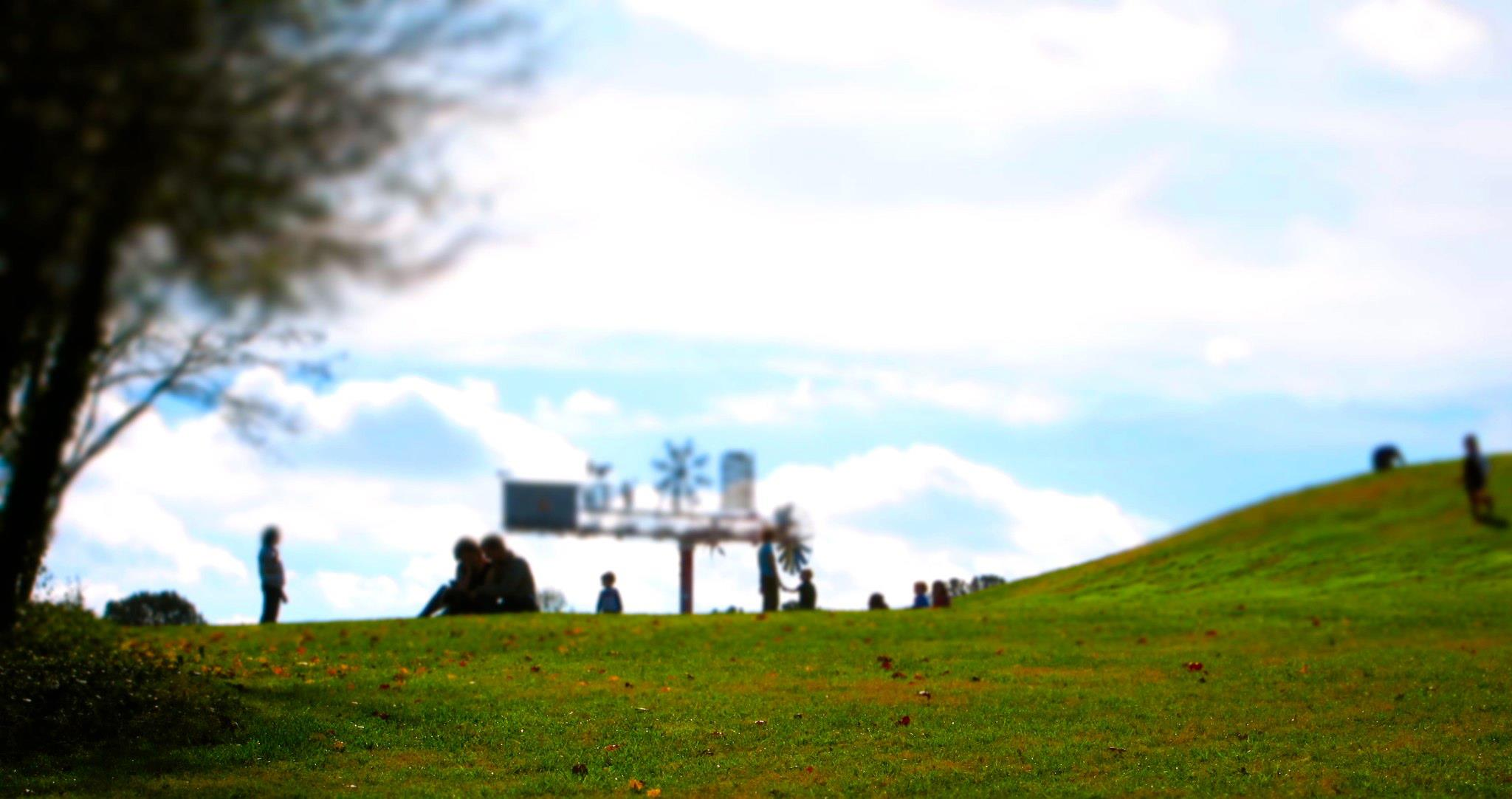
المنحوتات في حديقة المتحف

## المعارض
منذ أعمال التجديد و الصيانة في عام 2010، يوفر المبنى الشرقي سلسلة من المعارض الدورية  والتي تضم معرض كارولينا الشمالية، ومعرضًا للتصوير الفوتوغرافي، ومعارض تعليمية، ومعرضين متنقلين أو مؤقتين على الأقل.

## روابط خارجية
- الموقع الرسمي
- موقع مدرس ArtNC
- NCMA على الفيسبوك
- NCMA على بينتريست
- NCMA على تويتر
- مدونة NCMA بلا عنوان
- حياة ثابتة: معرض كلية NCMA
- جولة افتراضية في متحف كارولينا الشمالية للفنون مقدمة من Google Arts & Culture